# Bill Bland
William "Barbosa" Bland (28 de abril de 1926-13 de marzo de 2001) fue un escritor británico Marxista-leninista y óptico.

## Biografía

### Primeros años
Bland nació en Ashton-under-Lyne, Lancashire, y asistió a Escuela de Gramática de Mánchester. Su padre era director de una imprenta, pero perdió su trabajo durante la Gran Depresión, y Bland tuvo que dejar la escuela para encontrar trabajo a los 15 años. Después de una visita a la Unión Soviética en 1937, Bland emigró a Nueva Zelanda en 1938,–39. Regresó a Inglaterra en 1950.

### Activismo político
Antes de convertirse en una figura líder del Reino Unido del movimiento antirrevisionista, Bland era un miembro del Partido Comunista de Nueva Zelanda y del Partido Comunista de Gran Bretaña. Consideró a Mao Zedong una izquierda-desviacionista manteniendo que Enver Hoxha era un verdadero marxista-leninista en la tradición de Karl Marx, Lenin y Iósif Stalin. La línea de Bland en Mao era problemática ya que Hoxha y Mao eran aliados estratégicos en ese momento. La posición de Bland se fortaleció después de la ruptura sino-albanesa y él formó el Liga Comunista de Gran Bretaña.
Bland fue uno de los fundadores de la Sociedad Albanesa, y tres años después de su fundación se convirtió en su secretario, cargo que ocupó casi continuamente durante 30 años hasta la caída del régimen comunista en Albania. Fue editor de la revista de la sociedad, Vida albanesa. También escribió un diccionario inglés-albanés que incluía información sobre la vida, la cultura, la política y la historia albanesa. Junto con el comunista estadounidense, Jack Shulman, participó en la Alianza Marxista-Leninista (América del Norte) y apoyó la Lucha Marxista-Leninista Internacional (ISML).
En 1991, ayudó a fundar la Sociedad Stalin, sin embargo, más tarde fue expulsado por un facción maoísta.